# Nutrición vegetal
La nutrición vegetal es el conjunto de procesos mediante los cuales los vegetales toman sustancias del exterior para sintetizar sus componentes celulares o usarlas como fuente de energía.
El C, H y O constituyen el 94-99,5% de los elementos de las plantas. La mayor parte del carbono y del oxígeno lo obtienen directamente del aire, por fotosíntesis, mientras que el hidrógeno deriva del vapor de agua del aire y, principalmente, del agua del suelo. Sin embargo, las plantas no pueden desarrollarse exclusivamente con agua y aire, ya que requieren de cierto número de elementos químicos que suelen absorber de la disolución del suelo. Aunque estos elementos constituyen una pequeña porción del peso anhidro de la planta (entre el 0,6-6%), no dejan por ello de ser fundamentales para las plantas, ya que son los que comúnmente limitan el desarrollo de los cultivos.
Después de las cosechas, el suelo pierde gran parte de sus nutrientes, que los recuperará a través de los fertilizantes. Los elementos esenciales requeridos por las plantas superiores son exclusivamente de naturaleza inorgánica. Para que un elemento sea considerado un nutriente esencial de las plantas debe satisfacer las tres condiciones siguientes (Arnon y Stout, 1934):
1. Una deficiencia de este elemento hace imposible que la planta complete su ciclo vital.
2. La deficiencia es específica para el elemento en cuestión.
3. El elemento está directamente implicado en la nutrición de la planta con función específica e insustituible.

Basándose en el contenido de cada nutrimento dentro del tejido vegetal, se pueden clasificar en dos tipos; macronutrientes y micronutrientes. Cabe hacer énfasis en que esta división no obedece al tamaño molecular del elemento ni a la importancia de los mismos; todos son esenciales pero los macro se requieren en mayores cantidades. Actualmente está demostrado y admitido que los elementos esenciales para el crecimiento de todas las plantas son 16, y 5 solo son esenciales para algunas.

## Historia
El carbono, el hidrógeno y el oxígeno son los nutrientes básicos que las plantas reciben del aire y el agua. Justus von Liebig demostró en 1840 que las plantas necesitaban nitrógeno, potasio y fósforo. La ley del mínimo de Liebig establece que el crecimiento de una planta está limitado por la deficiencia de nutrientes. El cultivo de plantas en medios distintos del suelo fue utilizado por Arnon y Stout en 1939 para demostrar que el molibdeno era esencial para el crecimiento del tomate.

## Proceso de la nutrición vegetal
Las plantas absorben nutrientes esenciales del suelo a través de sus raíces y del aire (principalmente dióxido de carbono, oxígeno y vapor de agua) a través de sus hojas. La absorción de nutrientes en el suelo se logra mediante el intercambio de cationes, en el que los pelos de las raíces (pelos radiculares) bombean iones de hidrógeno (H+) al suelo a través de bombas de protones. Estos iones de hidrógeno desplazan los cationes adheridos a las partículas del suelo cargadas negativamente para que los cationes estén disponibles para ser absorbidos por la raíz. En las hojas, los estomas se abren para absorber dióxido de carbono y expulsar oxígeno. Las moléculas de dióxido de carbono se utilizan como fuente de carbono en la fotosíntesis.
La raíz, especialmente el pelo radicular, es el órgano esencial para la absorción de nutrientes. La estructura y arquitectura de la raíz pueden alterar la tasa de absorción de nutrientes. Los iones de nutrientes se transportan al centro de la raíz, la estela, para que los nutrientes lleguen a los tejidos conductores, el xilema y el floema. La banda de Caspary, una pared celular fuera de la estela pero en la raíz, evita el flujo pasivo de agua y nutrientes, ayudando a regular la absorción de nutrientes y el agua. El xilema mueve el agua y los iones minerales en la planta y el floema es responsable del transporte de moléculas orgánicas. El potencial hídrico juega un papel clave en la absorción de nutrientes de una planta. Si el potencial hídrico es más negativo en la planta que en los suelos circundantes, los nutrientes se moverán de la región de mayor concentración de solutos, en el suelo, al área de menor concentración de solutos, en la planta.
Hay tres formas fundamentales en que las plantas absorben nutrientes a través de la raíz:
1. La difusión simple ocurre cuando una molécula apolar, como el O2, CO2 y NH3, sigue un gradiente de concentración, moviéndose pasivamente a través de la membrana de la bicapa lipídica celular sin el uso de proteínas de transporte.
2. La difusión facilitada es el movimiento rápido de solutos o iones siguiendo un gradiente de concentración, facilitado por proteínas de transporte.
3. El transporte activo es la captación por parte de las células de iones o moléculas frente a un gradiente de concentración; esto requiere una fuente de energía, generalmente ATP, para impulsar las bombas moleculares que mueven los iones o moléculas a través de la membrana.

Los nutrientes se pueden mover en las plantas a donde más se necesitan. Por ejemplo, una planta intentará suministrar más nutrientes a sus hojas más jóvenes que a las más viejas. Cuando los nutrientes son móviles en la planta, los síntomas de cualquier deficiencia se hacen evidentes primero en las hojas más viejas. Sin embargo, no todos los nutrientes son igualmente móviles. El nitrógeno, el fósforo y el potasio son nutrientes móviles, mientras que los demás tienen diversos grados de movilidad. Cuando un nutriente menos móvil es deficiente, las hojas más jóvenes sufren porque el nutriente no se mueve hacia ellas sino que permanece en las hojas más viejas. Este fenómeno es útil para determinar qué nutrientes pueden faltar en una planta.
Muchas plantas producen simbiosis con microorganismos. Dos tipos importantes de estas relaciones son:
1. Con bacterias como los rizobios, que realizan la fijación biológica de nitrógeno, en la que el nitrógeno atmosférico (N2) se convierte en amonio (NH4+).
2. Con hongos micorrízicos, que a través de su asociación con las raíces de las plantas ayudan a crear una superficie radicular efectiva más grande.

Ambas relaciones mutualistas mejoran la absorción de nutrientes.
La atmósfera terrestre contiene más del 78% de nitrógeno. Las plantas llamadas leguminosas, incluidos los cultivos agrícolas de alfalfa y soja, que los agricultores cultivan ampliamente, albergan bacterias fijadoras de nitrógeno que pueden convertir el nitrógeno atmosférico en nitrógeno que la planta puede utilizar. Las plantas no clasificadas como legumbres como el trigo, el maíz y el arroz dependen de los compuestos nitrogenados presentes en el suelo para apoyar su crecimiento. Estos pueden ser suministrados por mineralización de materia orgánica del suelo o residuos de plantas añadidos, bacterias fijadoras de nitrógeno, desechos animales o mediante la aplicación de fertilizantes.

## Macronutrientes
Los macronutrientes se caracterizan por sus concentraciones superiores al 0.1% de la materia seca. Los tres elementos que se encuentran en mayor concentración son el carbono, el hidrógeno y el oxígeno; los cuales se toman del agua y de la atmósfera. El nitrógeno, el fósforo y el potasio son llamados macronutrientes primarios y es muy frecuente fertilizar con esos nutrientes. Los macronutrientes secundarios son el calcio, el magnesio y el azufre. La presencia de una cantidad suficiente de elementos nutritivos en el suelo no garantiza por sí misma la correcta nutrición de las plantas, pues estos elementos han de encontrarse en formas moleculares que permitan su asimilabilidad por la vegetación. En síntesis, se puede decir que una cantidad suficiente y una adecuada disponibilidad de estos nutrientes en el suelo son fundamentales para el correcto desarrollo de la vegetación.
| Elemento  | Símbolo químico | Forma disponible para las plantas                                                       | Concentración adecuada en tejido seco, en mg/kg. | Funciones |
| --------- | --------------- | --------------------------------------------------------------------------------------- | ------------------------------------------------ | --- |
| Hidrógeno | H               | {\displaystyle H_{2}O,H^{+}}                                                            | 60000                                            | El hidrógeno es necesario para la construcción de prácticamente la totalidad de moléculas orgánicas de la planta. Procede del aire y del agua. |
| Carbono   | C               | {\displaystyle \scriptstyle CO_{2},HCO_{3}^{-}}                                         | 450000                                           | El carbono forma la columna vertebral de la mayoría de las biomoléculas vegetales, incluidas las proteínas, el almidón y la celulosa. El carbono se fija mediante la fotosíntesis; esto convierte al dióxido de carbono del aire en carbohidratos, que se utilizan para almacenar y transportar energía dentro de la planta. También se puede absorber de la disolución del suelo en forma de bicarbonato. |
| Oxígeno   | O               | {\displaystyle O_{2},H_{2}O,CO_{2}}                                                     | 450000                                           | El oxígeno es necesario para la respiración celular, los mecanismos de producción de energía de las células. Se encuentra en numerosos otros componentes celulares. Procede del aire y del agua. |
| Nitrógeno | N               | {\displaystyle \scriptstyle NO_{3}^{-},NH_{4}^{+}}                                      | 15000                                            | El nitrógeno es el componente de los aminoácidos, ácidos nucleicos, nucleótidos, clorofila, coenzimas, alcaloides, etc. Los compuestos nitrogenados comprenden entre el 40%-50% de la materia seca del protoplasma celular. En muchos campos agrícolas, el nitrógeno es el nutriente limitante para un crecimiento rápido. |
| Potasio   | K               | {\displaystyle K^{+}}                                                                   | 10000                                            | El potasio, a diferencia de otros elementos principales, no forma parte de la composición de ninguno de los componentes importantes de las plantas que intervienen en el metabolismo, pero se encuentra en todas las partes de las plantas en cantidades sustanciales. Es esencial para la actividad enzimática, incluidas las enzimas involucradas en el metabolismo primario. Desempeña un papel en la regulación de la turgencia, afectando el funcionamiento de los estomas y el crecimiento del volumen celular. Parece ser de particular importancia en hojas y en puntos de crecimiento. El potasio se destaca entre los elementos nutritivos por su movilidad y solubilidad dentro de los tejidos vegetales. También ayuda en la coloración y la forma de la fruta y también aumenta su ºbrix. |
| Calcio    | Ca              | {\displaystyle Ca^{2}+}                                                                 | 5000                                             | El calcio es un componente de la pared celular; cofactor de enzimas; interviene en la permeabilidad de las membranas celulares, etc. Se encuentra principalmente en las hojas, con concentraciones más bajas en semillas, frutos y raíces. Regula el transporte de otros nutrientes a la planta y también participa en la activación de ciertas enzimas vegetales. La deficiencia de calcio resulta en el retraso en el crecimiento. Este nutriente está involucrado en la fotosíntesis y en la estructura de la planta. Es necesario como catión de equilibrio para los aniones en la vacuola y como mensajero intracelular en el citosol. |
| Magnesio  | Mg              | {\displaystyle Mg^{2}+}                                                                 | 2000                                             | El magnesio es el componente central de la molécula de clorofila.Como portador, también participa en numerosas reacciones enzimáticas como activador eficaz, en las que está estrechamente asociado con compuestos de fósforo que aportan energía. |
| Fósforo   | P               | {\displaystyle \scriptstyle H_{2}PO_{4}^{-}}, {\displaystyle \scriptstyle HPO_{4}^{2-}} | 2000                                             | El fósforo se encuentra en los compuestos fosfatados que transportan energía (ATP, ADP), los ácidos nucléicos varias coenzimas y los fosfolípidos. Al igual que el nitrógeno, el fósforo participa en muchos procesos vitales de las plantas. Está presente tanto en formas orgánicas como inorgánicas, las cuales se trasladan fácilmente dentro de la planta. Todas las transferencias de energía en la célula dependen fundamentalmente del fósforo. El fósforo también se puede usar para modificar la actividad de varias enzimas por fosforilación y se usa para la señalización celular. El fósforo se concentra en los puntos de crecimiento más activo de una planta y se almacena dentro de las semillas en previsión de su germinación.                                                     |
| Azufre    | S               | {\displaystyle \scriptstyle SO_{4}^{2-}}                                                | 1000                                             | El azufre forma parte de algunos aminoácidos (cisteína y metionina), así como de la coenzima A, algunas vitaminas, y es esencial para el crecimiento y la función del cloroplasto; se encuentra en los complejos de hierro-azufre de las cadenas de transporte de electrones en la fotosíntesis. Es necesario para la fijación de N2 por las leguminosas y la conversión de nitrato en aminoácidos y luego en proteínas. |

## Micronutrientes
Los  micronutrientes  llamados también oligoelementos no sobrepasan el 0.01% de la materia seca. Son el cloro, el hierro, el boro, el manganeso, el zinc, el cobre y el molibdeno. Todos los mencionados cumplen en todas las especies vegetales con los criterios de esencialidad mencionados anteriormente. Existen otros elementos benéficos que pueden ser esenciales para algunos cultivos; tales como el sodio, el silicio o el cobalto.
| Elemento  | Símbolo químico | Forma disponible para las plantas                | Concentración adecuada en tejido seco, en mg/kg | Funciones |
| --------- | --------------- | ------------------------------------------------ | ----------------------------------------------- | --- |
| Cloro     | Cl              | {\displaystyle Cl^{-}}                           | 100                                             | El cloro se produce en la ósmosis y el equilibrio iónico; probablemente indispensable para las reacciones fotosintéticas que producen el oxígeno.                                                                                                 |
| Hierro    | Fe              | {\displaystyle Fe^{3+}}, {\displaystyle Fe^{2+}} | 100                                             | El hierro es necesario para la síntesis de la clorofila; componente de los citocromos y de la nitrogenasa. |
| Boro      | B               | {\displaystyle H_{3}BO_{3}}                      | 20                                              | El boro intervine en la utilización del Calcio, la síntesis de los ácidos nucléicos, la polinización y la integridad de las membranas. También tiene un importante efecto positivo en el cuajado de frutos y el proceso de formación de semillas. |
| Manganeso | Mn              | {\displaystyle Mn^{2+}}                          | 50                                              | El manganeso es activador de algunas enzimas; necesario para la integridad de la membrana cloroplástica y para la liberación de oxígeno en la fotosíntesis.                                                                                       |
| Zinc      | Zn              | {\displaystyle Zn^{2+}}                          | 20                                              | El zinc es el activador o componente de numerosos enzimas. |
| Cobre     | Cu              | {\displaystyle Cu^{+},Cu^{2+}}                   | 6                                               | El cobre es el activador o componente de algunas enzimas que se producen en las oxidaciones y las reducciones. |
| Molibdeno | Mo              | {\displaystyle \scriptstyle MoO_{4}^{2-}}        | 0,1                                             | El molibdeno es necesario para la fijación del nitrógeno y en la reducción de los nitratos. |

### Micronutrientes esenciales en algunas plantas
| Elemento | Símbolo químico | Forma disponible para las plantas | Funciones |
| -------- | --------------- | --------------------------------- | --- |
| Sodio    | Na              | {\displaystyle Na^{+}}            | El sodio participa en la regeneración de fosfoenolpiruvato en plantas CAM y C4. El sodio puede reemplazar potencialmente la regulación del potasio de la apertura y cierre de los estomas. |
| Silicio  | Si              | SiO2, Si(OH)4                     | El silicio fortalece las paredes celulares, mejora la fuerza, la salud y la productividad de las plantas, mejora la resistencia a la sequía y las heladas, reduce el potencial de alojamiento y estimula los sistemas naturales de lucha contra las plagas y enfermedades de la planta. |
| Cobalto  | Co              | {\displaystyle Co^{3+}}           | El cobalto ha demostrado ser beneficioso para al menos algunas plantas, aunque no parece ser esencial para la mayoría de las especies. Sin embargo, se ha demostrado que es esencial para la fijación de nitrógeno por las bacterias fijadoras de nitrógeno asociadas con las leguminosas y otras plantas. |
| Vanadio  | V               | VO3-                              | El vanadio puede ser necesario en algunas plantas, pero en concentraciones muy bajas. También puede sustituir al molibdeno. |
| Níquel   | Ni              | {\displaystyle Ni^{2+}}           | El níquel es esencial para la activación de la ureasa, una enzima involucrada en el metabolismo del nitrógeno que se requiere para procesar la urea. Sin níquel, se acumulan niveles tóxicos de urea, lo que conduce a la formación de lesiones necróticas. En las plantas inferiores, el níquel activa varias enzimas involucradas en una variedad de procesos y puede sustituir al zinc y al hierro como cofactor en algunas enzimas. |

## Crecimiento y rendimiento de las plantas
La producción de alimentos y materias primas vegetales se produce a través del crecimiento de la planta sobre la base de la fotosíntesis y otros factores de crecimiento, de naturaleza física, química o biótica. Los factores de rendimiento son factores climáticos y de suelo, disponibilidad de agua, de nutrientes, presencia de sustancias tóxicas, valor de pH del sustrato, sustancias orgánicas...

### Ley del Mínimo de Liebig

Barril de Liebig

Justus von Liebig, en el año 1840, enunció el siguiente principio: “el rendimiento de la cosecha está determinado por el elemento nutritivo que se encuentra en menor cantidad”. Además, un exceso en cualquier otro nutriente, no puede compensar la deficiencia del elemento nutritivo limitante.
Esta ley pone en evidencia la relación entre los elementos nutritivos y la necesidad de alcanzar una riqueza suficiente en cada uno de ellos, para que pueda obtenerse el rendimiento óptimo. Este concepto se aplicó originalmente al crecimiento de plantas y cultivos, donde se encontró que el aumento de la cantidad del nutriente más abundante no hacía aumentar el crecimiento de las plantas. Sólo mediante el aumento de la cantidad del nutriente limitante (el más escaso) se podía mejorar el crecimiento de una planta o cultivo. Este principio puede ser resumido en el aforismo: "la disponibilidad del nutriente más abundante en el suelo es como la disponibilidad del nutriente menos abundante en el suelo."

### Ley de los rendimientos decrecientes
La ley de los rendimientos decrecientes o ley de Mistcherlich concluye que: “a medida que se aumentan las dosis de un elemento fertilizante disminuye el incremento de cosecha que se consigue por cada unidad fertilizante suministrada, hasta llegar un momento en que los rendimientos no solo no aumentan sino que disminuyen”.
Según esta ley, el rendimiento óptimo o económico es el punto que se alcanza cuando el rendimiento que se obtiene de la cosecha compensa el gasto en fertilizantes. Evidentemente, en la determinación del rendimiento óptimo o económico intervienen una serie de factores ajenos a la naturaleza y rendimiento del cultivo, tales como el precio de los fertilizantes utilizados y el precio de los productos agrícolas estimado.

### Ley de la restitución
Al finalizar el ciclo de cultivo, el suelo debería conservarse en las mismas condiciones en las que se encontraba al iniciarse el mismo. En lo que a nutrientes se refiere, esto significa que deben reponerse los extraídos por las cosechas, con objeto de que no se pierda fertilidad tras las sucesivas campañas. La restitución al suelo de lo exportado por la cosecha, debe de considerarse desde un punto de vista económico y en cuanto a garantizar la correcta nutrición de la próxima cosecha. La fertilización debe tener como objetivo primordial mantener la fertilidad del suelo, no debiendo limitarse a la restitución de los elementos extraídos por la cosecha.

## Fertilización orgánica y mineral
La fertilización racional de los cultivos debe conjugar la utilización de fertilizantes orgánicos y minerales, que se complementan. Los orgánicos, aunque también aportan nutrientes, actúan sobre todo, mejorando las propiedades físico-químicas del suelo y su actividad biológica, mientras que los minerales, en cambio, aportan la mayor parte de los nutrientes que la planta precisa. Los abonos minerales permiten producir plantas sanas y vigorosas, que en parte después se incorporan al suelo, manteniendo e incluso elevando su contenido en humus. Todos los recursos orgánicos que estén al alcance del agricultor (estiércol, purín, restos de cosecha, compost, etc.) deben incorporarse al suelo en cantidades adecuadas, previendo su mineralización y la cantidad de nutrientes que pueden liberar en cada momento. Estas aportaciones anuales deben ser tenidas en cuenta a la hora de practicar el abonado mineral.